# Marc Trillard
Pour les articles homonymes, voir Trillard.
Marc Trillard, né à Baden-Baden en 1955, est un écrivain français.
Il publie ses contributions dans de nombreux titres de la presse écrite française. Il est aussi auteur de documentaires pour la radio France Culture et la télévision France 3.
Il s'est installé au Brésil en 2010.

## Œuvre
- Un exil, R. Deforges, 1988
- Coup de lame, R. Deforges, 1992 ; Seuil, 1999
- Eldorado 51, Phébus, 1994
- Tête de cheval, Phébus, 1995
- Cabotage : à l'écoute des chants des îles du cap vert, Phébus, 1996
- Madagascar, Marcus, 1998
- Cuba : en attendant l'année prochaine, Vilo, 1999
- Si j'avais quatre dromadaires, Phébus, 2000
- Campagne dernière, Phébus, 2001
- Le maître et la mort, Gallimard, 2003
- De sabres et de feu, Le Cherche Midi, 2006
- Amazonie, rencontre avec un géant, Éditions du Rocher, 2006
- Les Mamiwatas, Actes Sud, 2011
- L’Anniversaire du roi, Actes Sud, 2016
- Aéroplanes, Le mot et le reste, 2019

## Prix littéraires
- Prix Interallié 1994 pour Eldorado 51
- Prix Louis-Guilloux 1998 pour Coup de lame